# Dr. Feelgood (chanson de Mötley Crüe)
 (mai 2021).
La mise en forme du texte ne suit pas les recommandations de Wikipédia : il faut le « wikifier ».
Les points d'amélioration suivants sont les cas les plus fréquents. Le détail des points à revoir est peut-être précisé sur la page de discussion.
- Les titres sont pré-formatés par le logiciel. Ils ne sont ni en capitales, ni en gras.
- Le texte ne doit pas être écrit en capitales (les noms de famille non plus), ni en gras, ni en italique, ni en « petit »…
- Le gras n'est utilisé que pour surligner le titre de l'article dans l'introduction, une seule fois.
- L'italique est rarement utilisé : mots en langue étrangère, titres d'œuvres, noms de bateaux, etc.
- Les citations ne sont pas en italique mais en corps de texte normal. Elles sont entourées par des guillemets français : « et ».
- Les listes à puces sont à éviter, des paragraphes rédigés étant largement préférés. Les tableaux sont à réserver à la présentation de données structurées (résultats, etc.).
- Les appels de note de bas de page (petits chiffres en exposant, introduits par l'outil «  Source ») sont à placer entre la fin de phrase et le point final[comme ça].
- Les liens internes (vers d'autres articles de Wikipédia) sont à choisir avec parcimonie. Créez des liens vers des articles approfondissant le sujet. Les termes génériques sans rapport avec le sujet sont à éviter, ainsi que les répétitions de liens vers un même terme.
- Les liens externes sont à placer uniquement dans une section « Liens externes », à la fin de l'article. Ces liens sont à choisir avec parcimonie suivant les règles définies. Si un lien sert de source à l'article, son insertion dans le texte est à faire par les notes de bas de page.
- La présentation des références doit suivre les conventions bibliographiques. Il est recommandé d'utiliser les modèles {{Ouvrage}}, {{Chapitre}}, {{Article}}, {{Lien web}} et/ou {{Bibliographie}}. Le mode d'édition visuel peut mettre en forme automatiquement les références.
- Insérer une infobox (cadre d'informations à droite) n'est pas obligatoire pour parachever la mise en page.

Pour une aide détaillée, merci de consulter Aide:Wikification.
Si vous pensez que ces points ont été résolus, vous pouvez retirer ce bandeau et améliorer la mise en forme d'un autre article.
Pour les articles homonymes, voir Dr. Feelgood.
Dr. Feelgood est une chanson du groupe de heavy metal américain Mötley Crüe. Sorti en tant que premier single de leur cinquième album studio, Dr. Feelgood, c'est le seul single certifié d'or de Mötley Crüe aux Etats-Unis.
En 2009, il se classe 15e dans le classement des plus grandes chansons hard rock de tous les temps de VH1.

## Interprètes
- Vince Neil - chant
- Mick Mars - guitare, chœurs
- Nikki Sixx - basse, chœurs
- Tommy Lee - batterie, chœurs

## Classement
Sorti en 1989 en tant que premier single de l'album, Dr. Feelgood est devenu le premier hit américain de Mötley Crüe, atteignant le n°6 sur le Billboard Hot 100 le 28 octobre 1989. C'est leur single le mieux classé à ce jour. En novembre 1989, le single a été certifié d'or par la RIAA pour plus de 500 000 unités vendues aux États-Unis.

## Autres versions
Une démo de la chanson est parue sur l'édition Crücial Crüe de l'album sorti en 2003, chantée du point de vue du Dr Feelgood, c'est-à-dire à la première personne plutôt qu'à la troisième[réf. nécessaire]. 
Une version instrumentale de la chanson est apparue dans le film Highlander : The Final Dimension[réf. nécessaire].
Dr. Feelgood a été repris par The Mavericks sur l'album Nashville Outlaws : A Tribute to Motley Crüe[réf. nécessaire].